# Tab (klawisz)
Tab, klawisz tabulacji lub tabulator – klawisz na klawiaturach wykorzystywany do wstawiania znaków tabulacji lub dokańczania poleceń. Często służy też do zmiany aktywnego pola wprowadzania informacji (pola tekstowe, pola zaznaczenia, przyciski), np. w formularzach na stronach www. Ze względu na to jest szczególnie istotny podczas korzystania z komputera bez pomocy myszki. W niektórych programach, zwykle narzędziowych, służy w celu automatycznego uzupełniania rozpoczętego polecenia. 
Na typowej klawiaturze klawisz tabulacji leży po lewej stronie.